# Popejoy
Popejoy és una població dels Estats Units a l'estat d'Iowa. Segons el cens del 2000 tenia 78 habitants.

## Demografia
Segons el cens del 2000, Popejoy tenia 78 habitants, 33 habitatges, i 22 famílies. La densitat de població era de 41,3 habitants/km².
Dels 33 habitatges en un 24,2% hi vivien nens de menys de 18 anys, en un 57,6% hi vivien parelles casades, en un 3% dones solteres, i en un 33,3% no eren unitats familiars. En el 21,2% dels habitatges hi vivien persones soles el 15,2% de les quals corresponia a persones de 65 anys o més que vivien soles. El nombre mitjà de persones vivint en cada habitatge era de 2,36 i el nombre mitjà de persones que vivien en cada família era de 2,86.
Per edats la població es repartia de la següent manera: un 20,5% tenia menys de 18 anys, un 12,8% entre 18 i 24, un 25,6% entre 25 i 44, un 17,9% de 45 a 60 i un 23,1% 65 anys o més.
L'edat mediana era de 40 anys. Per cada 100 dones de 18 o més anys hi havia 100 homes.
La renda mediana per habitatge era de 29.464 $ i la renda mediana per família de 35.625 $. Els homes tenien una renda mediana de 28.333 $ mentre que les dones 14.375 $. La renda per capita de la població era de 13.666 $. Cap de les famílies i el 6,3% de la població estaven per davall del llindar de pobresa.

## Poblacions més properes
El següent diagrama mostra les poblacions més properes.